# Probreviceps durirostris
Probreviceps durirostris é uma espécie de anfíbio anuro da família Brevicipitidae. Está presente na Tanzânia. A UICN classificou-a como em perigo de extinção.